# Threads
 (транскр.  Тредс) је амерички друштвени медиј и услуга друштвеног умрежавања којом управља Meta Platforms. Ради на сличан начин као и друге платформе за микроблогинг као што је Twitter. Корисници имају могућност да објављују и деле текст, слике и видео-записе, као и да ступају у интеракцију са објавама других корисника путем одговора, поновног објављивања и свиђања. Блиско је повезан са платформом Instagram, јер од корисника захтева да имају Instagram налог. Доступан је на iOS and Android уређајима са пуном функционалношћу, док веб-верзија нуди ограничену функционалност.
Threads је званично покренут 5. јула у 100 земаља, иако још увек захтева регулаторно одобрење у Европској унији. Добио је 80 милиона корисника у прва два дана, надмашивши претходни рекорд који је поставио ChatGPT и учинивши га најбрже растућом платформом у историји човечанства.